# Welsh International 2013
Die Welsh International 2013 im Badminton fanden vom 27. bis zum 30. November 2013 in Cardiff statt.

## Sieger und Platzierte
| Disziplin    | Gold                           | Silber                                       | Bronze                               |
| ------------ | ------------------------------ | -------------------------------------------- | ------------------------------------ |
| Herreneinzel | Pablo Abián                    | Flemming Quach                               | Christian Lind Thomsen               |
| Herreneinzel | Pablo Abián                    | Flemming Quach                               | Rhys Walker                          |
| Dameneinzel  | Zhang Beiwen                   | Beatriz Corrales                             | Natalia Perminova                    |
| Dameneinzel  | Zhang Beiwen                   | Beatriz Corrales                             | Kristína Gavnholt                    |
| Herrendoppel | Chris Coles Matthew Nottingham | Robin Middleton Ross Smith                   | Niclas Nøhr Nikolaj Overgaard        |
| Herrendoppel | Chris Coles Matthew Nottingham | Robin Middleton Ross Smith                   | Martin Campbell Patrick MacHugh      |
| Damendoppel  | Hetian Tang Renuga Veeran      | Keshya Nurvita Hanadia Devi Tika Permatasari | Imogen Bankier Kirsty Gilmour        |
| Damendoppel  | Hetian Tang Renuga Veeran      | Keshya Nurvita Hanadia Devi Tika Permatasari | Anastasia Chervyakova Nina Vislova   |
| Mixed        | Chris Langridge Heather Olver  | Vitaliy Durkin Nina Vislova                  | Ben Stawski Alexandra Langley        |
| Mixed        | Chris Langridge Heather Olver  | Vitaliy Durkin Nina Vislova                  | Anders Skaarup Rasmussen Lena Grebak |